# O-2545
O-2545 je analgetički kanabinoidni derivat koji je kreirala kompanija Organix Inc. za primenu u naučnim istraživanjima. Za razliku od velikog broja drugih kanabinoida, on je rastvoran u vodi. O-2545 ima visok afinitet za CB1 i CB2 receptore, sa Ki vrednostima od 1,5 nM na CB1 i 0,32 nM na CB2.